# Battexey
Battexey é uma comuna francesa na região administrativa do Grande Leste, no departamento de Vosges. Estende-se por uma área de 2.72 km², e possui 34 habitantes, segundo o censo de 2018, com uma densidade de 13 hab/km².